# Luis Miguel Sánchez Cerro
Luis Miguel Sánchez Cerro (født 12. august 1889, død 30. april 1933) var Perus præsident i 1930-31 og 1931-33.
Han blev myrdet i Lima i 1933.